# Strigula affinis
Strigula affinis är en lavart som först beskrevs av A. Massal., och fick sitt nu gällande namn av R. C. Harris. Strigula affinis ingår i släktet Strigula och familjen Strigulaceae.   Inga underarter finns listade i Catalogue of Life.